# Silenciament gènic
El silenciament gènic és un procés que es duu a terme en els organismes eucariotes, amb diferents objectius, entre els quals destaquen la regulació de l'expressió i l'eliminació i el control de material genètic aliè o extern (virus i transposons) que podria causar un mal a la cèl·lula. Hi ha una classificació que estableix dues grans categories: el silenciament gènic post-transcripcional (PTGS) i el silenciament gènic transcripcional (TGS), els quals es troben en tots els eucariotes, amb algunes variacions. El PTGS és un mecanisme que actua directament en el transcrit d'ARN missatger, mentre que el TGS actua indirectament i estableix un control que impedeix la transcripció de l'ADN.
S'han reconegut diferents molècules i sistemes de molècules que s'encarreguen de silenciar l'expressió i es troben sobretot al PTGS. Dins aquestes molècules hi ha proteïnes «Dicers», argonautes, amb activitat RNAsa, miRNA (micro ARN d'interferència), siRNA (ARN petit d'interferència) amb variacions com nat-siRNA (induït durant situacions d'estrès) i ra-siRNA per a la transcripció de seqüències repetides. Addicionalment es troben complexos que s'uneixen amb aquests elements com els RISC (complex de silenciament induït per ARN) que actua a nivell citoplasmàtic adherint siRNA produït, i el sistema RIST (complex de silenciament transcripcional induït per ARN), l'activitat del qual es localitza en el nucli cel·lular.
A més d'aquestes formes, s'han trobat altres nivells transcripcionals de regulació que no actuen sobre l'ARNm, sinó que modifiquen l'ADN a través de processos de metilació que modifiquen la cromatina, establint així dominis de silenciament als quals s'enllacen proteïnes SIR que eviten la transcripció. En les histones de l'ADN també s'han detectat modificacions com poliadenilació i deacetilació, l'efecte de les quals és impedir la unió de l'ADN amb proteïnes d'enllaç.
El silenciament no és un procés localitzat, car a través d'unions cel·lulars com els plasmodesmes vegetals, hi ha un flux dels elements ja mencionats, de manera que s'exerceix un efecte sistematitzat. Un cop iniciat aquest procés, es manté el silenciament, i un mecanisme per a això és sintetitzar secundàriament siRNA a través d'ARN polimerasses ARN dependents (ARNdARNp). D'aquesta manera els canvis molts cops es perllonguen durant un temps, i en alguns casos, com la modificació de l'heterocromatina, són heretats.